# Paul Heidemann

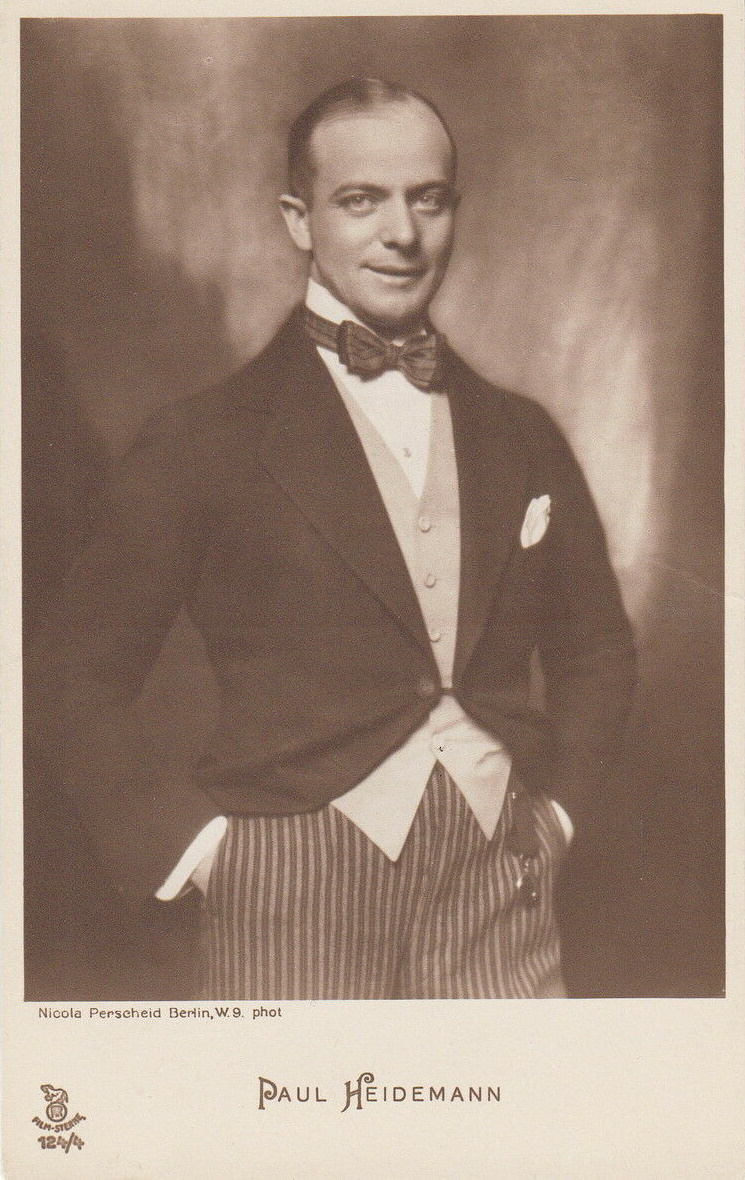
Paul Heidemann.

Paul Heidemann, född 26 oktober 1884 i Köln, Kejsardömet Tyskland, död 20 juni 1968 i Västberlin, var en tysk skådespelare, regissör och filmproducent. Heidemann var aktiv som filmskådespelare och regissör från 1910-talets början då han spelade den komiska karaktären Teddy i ett antal stumfilmer. Senare i karriären blev han birollsskådespelare, fortfarande främst i komediroller.

## Filmografi, urval
- 1921 – Bergkatten
- 1927 – Skojare i frack
- 1930 – Pension Schöller
- 1931 – Hennes Höghet befaller
- 1932 – Galne baronens bravader
- 1932 – Två unga hjärtan
- 1932 – Storstadsnätter
- 1938 – Störtloppet från Silberhorn